# WrestleMania XI
WrestleMania XI è stata l'undicesima edizione dell'omonimo pay-per-view di wrestling prodotto dalla World Wrestling Federation. L'evento si è tenuto al Hartford Civic Center di Hartford, Connecticut il 2 aprile 1995.

## Storyline
La faida tra Diesel e Shawn Michaels iniziò a Survivor Series. I due, detentori dei titoli di coppia erano a capo di un gruppo che comprendeva Owen Hart, Jim Neidhart e Jeff Jarett contro Razor Ramon, British Bulldog, 1-2-3 Kid e gli Headshrinkers. Durante il match, Michaels inveì contro il suo compagno di coppia reo di non lasciar spazio agli altri lottatori in squadra con lui. Nash in quell'incontro eliminò quattro avversari su cinque. La frattura avvenne quando questi si decise di dare il cambio a HBK sul solo Razor Ramon rimasto da eliminare, e Michaels colpì erroneamente con un calcio Diesel. Scoppiò una rissa tra loro con gli altri lottatori in squadra  che tentarono invano di placare la lite. I titoli di coppia vennero resi vacanti in un torneo. Due giorni dopo Nash diventò campione WWF superando Bob Backlund in pochi secondi. Michaels vinse mesi dopo la Royal Rumble eliminando per ultimo British Bulldog. Dopo la rottura con Diesel, HBK assoldò Syd come nuova guardia del corpo. 
I titoli di coppia vennero vinti in un torneo dagli Smoking Gunns che superarono nella finale del torneo Tatanka e Bam Bam Bigelow. L'incontro si tenne alla Royal Rumble. Gli sfidanti per Wrestlemania furono Owen Hart, che vinse le cinture, con Yokozuna. Inizialmente era stato designato Jim Neidhart a vincerle insieme a lui, ma la federazione lo lincenziò agli inizi dell'anno in corso per la scarsa forma fisica presentata durante alcuni incontri disputati. I due collaboravano insieme dal periodo del torneo King of the Ring, quando Neidhart decise di allearsi con Owen Hart nella faida contro il fratello Bret, facendogli vincere pure la finale del torneo. Licenziato Anvil, la federazione tenne nascosto fino all'evento il nome del compagno di coppia di Hart, che sarebbe divenuto poi il samoano. Fu un'occasione di rilanciare come lottatore Yokozuna, che dopo aver perso il titolo WWF l'anno prima contro Bret Hart e l'incontro alle Survivor Series contro The Undertaker, non si sapeva più come impiegarlo in federazione.
Razor Ramon perse il titolo intercontinentale alla Royal Rumble contro Jeff Jarrett. Durante l'incontro Razor rimediò un infortunio al ginocchio che gli impedì di poter eseguire la mossa finale sull'avversario: la Razor's Edge. Jarrett ne approfittò e attraverso un roll-up vinse il titolo. La federazione istituì la rivincita, con Razor che chiamò al proprio angolo 1-2-3 Kid mentre Jarrett aveva il suo manager, The Roadie.
Bret Hart e Bob Backlund furono all'epilogo finale della loro faida iniziata poco prima di Summerslam dell'anno prima, quando Bret ne aveva gia un'altra contro il fratello Owen. Campione WWF in quel periodo, il canadese batté Backlund in un classico match di manovre tecniche. A fine incontro Backlund aggredì l'avversario, non accettando la sconfitta e divenne un heel. Alle Survivor Series fu quest'ultimo a trionfare con l'aiuto di Owen Hart in un submission match, dove un lottatore a testa tra i due contendenti doveva lanciare un asciugamano qualora il proprio assistito non riusciva più a resistere alla presa dell'avversario. Il match istituito per Wrestlemania fu un I Quit Match, con Roddy Piper arbitro speciale.
Undertaker puntò il dito contro la Milion Dollar Corporation di Ted Dibiase dopo che questi aveva fatto credere alla federazione e al pubblico partecipante di aver preso il becchino alle sue dipendenze. Si scoprì poi che il suo cliente era un falso Undertaker, a scapito di quello vero ancora insieme a Paul Bearer. Il primo match contro la Corporation fu alla Royal Rumble dove il deadman superò I.R.S. Tuttavia l'agente delle tasse riuscì a rubare l'urna delle ceneri in collaborazione con altri lottatori della scuderia di DiBiase. Da quel momento in poi Undertaker aveva il compito di recuperare anche l'urna rubatagli. Il prossimo avversario da battere per potersela riprendere fu King Kong Bundy.
Il Main Event della serata fu tra il giocatore di Football Lawrence Taylor e Bam Bam Bigelow. Taylor vide Bigelow perdere il match di coppia insieme a Tatanka, valevole per le cinture, in maniera alquanto imbarazzante e dichiarò poi che con un lottatore come questi, era in grado di superarlo anche lui. Bam Bam accettò la sfida.

## Risultati
| # | Incontri | Stipulazioni                                           | Durata |
| - | --- | ------------------------------------------------------ | ------ |
| 1 | The Allied Powers (The British Bulldog e Lex Luger) hanno sconfitto The Blu Brothers (Eli e Jacob) (con Uncle Zebekiah) | Tag Team match                                         | 06:34  |
| 2 | Razor Ramon (con 1-2-3 Kid) ha sconfitto Jeff Jarrett (c) (con The Roadie) per squalifica                               | Single match per il WWF Intercontinental Championship  | 13:32  |
| 3 | The Undertaker (con Paul Bearer) ha sconfitto King Kong Bundy (con Ted DiBiase)                                         | Single match con Larry Young come arbitro speciale     | 06:36  |
| 4 | Owen Hart e Yokozuna (con Mr. Fuji e Jim Cornette) hanno sconfitto The Smoking Gunns (Bart Gunn e Billy Gunn) (c)       | Tag Team match per il WWF Tag Team Championship        | 09:42  |
| 5 | Bret Hart ha sconfitto Bob Backlund                                                                                     | "I Quit" match con Roddy Piper come arbitro speciale   | 09:34  |
| 6 | Diesel (c) (con Pamela Anderson) ha sconfitto Shawn Michaels (con Jenny McCarthy e Sid)                                 | Single match per il WWF World Heavyweight Championship | 20:35  |
| 7 | Lawrence Taylor ha sconfitto Bam Bam Bigelow (con Ted DiBiase)                                                          | Single match con Pat Patterson come arbitro speciale   | 11:42  |